# Impasse du Bon-Pasteur
L'impasse du Bon-Pasteur est une voie du quartier des pentes de la Croix-Rousse dans le 1er arrondissement de Lyon, en France. Elle débute rue du Bon-Pasteur, avec laquelle est partage la même origine, celle du couvent des filles du Bon-Pasteur.

## Odonymie
L'impasse, comme la rue sur laquelle elle donne, porte le nom de le couvent des filles du Bon-Pasteur, installé à proximité en 1750, devenu caserne par la suite.